# Plébiscite du 8 mai 1870

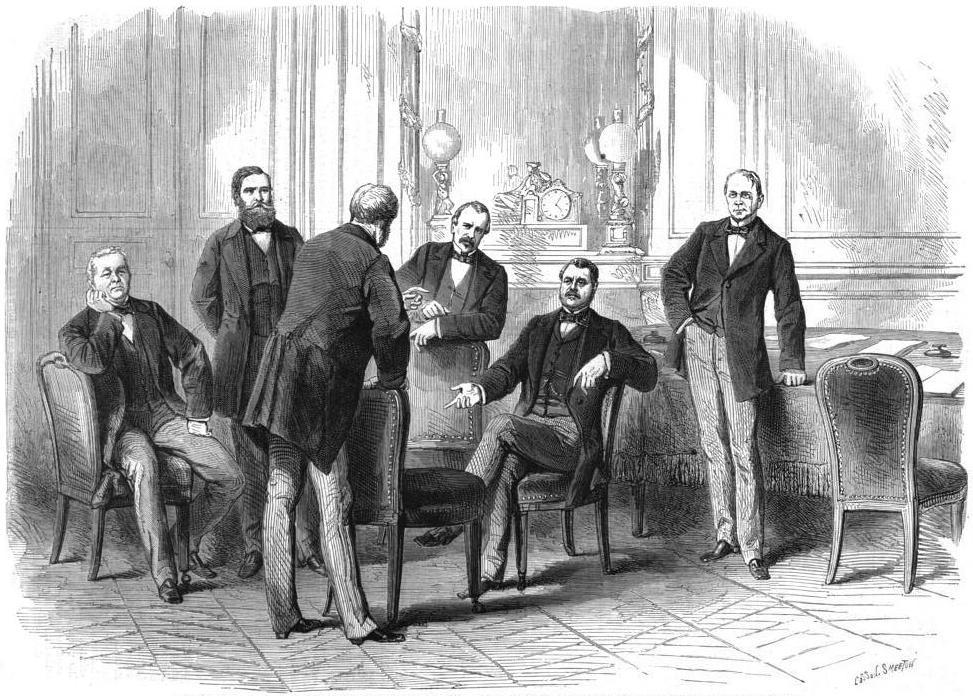
Le comité central plébiscitaire en avril 1870, composé (de gauche à droite) de l'amiral Bouët-Willaumez, de Clément Duvernois, du duc d'Albufera (de dos), d'Arthur de La Guéronnière, du comte de Lagrange et d'Émile de Girardin.

Le plébiscite du 8 mai 1870 est le dernier plébiscite organisé sous le Second Empire. Voulu par Napoléon III, son but est de faire approuver les réformes entamées par le gouvernement et donner une nouvelle constitution au régime impérial. Il s’agit aussi d'une manière détournée pour l'empereur des Français de conforter sa dynastie dans un contexte de montée des oppositions républicaines et monarchistes notamment aux élections de 1869.

## Contexte

### Fortification de la mouvance libérale

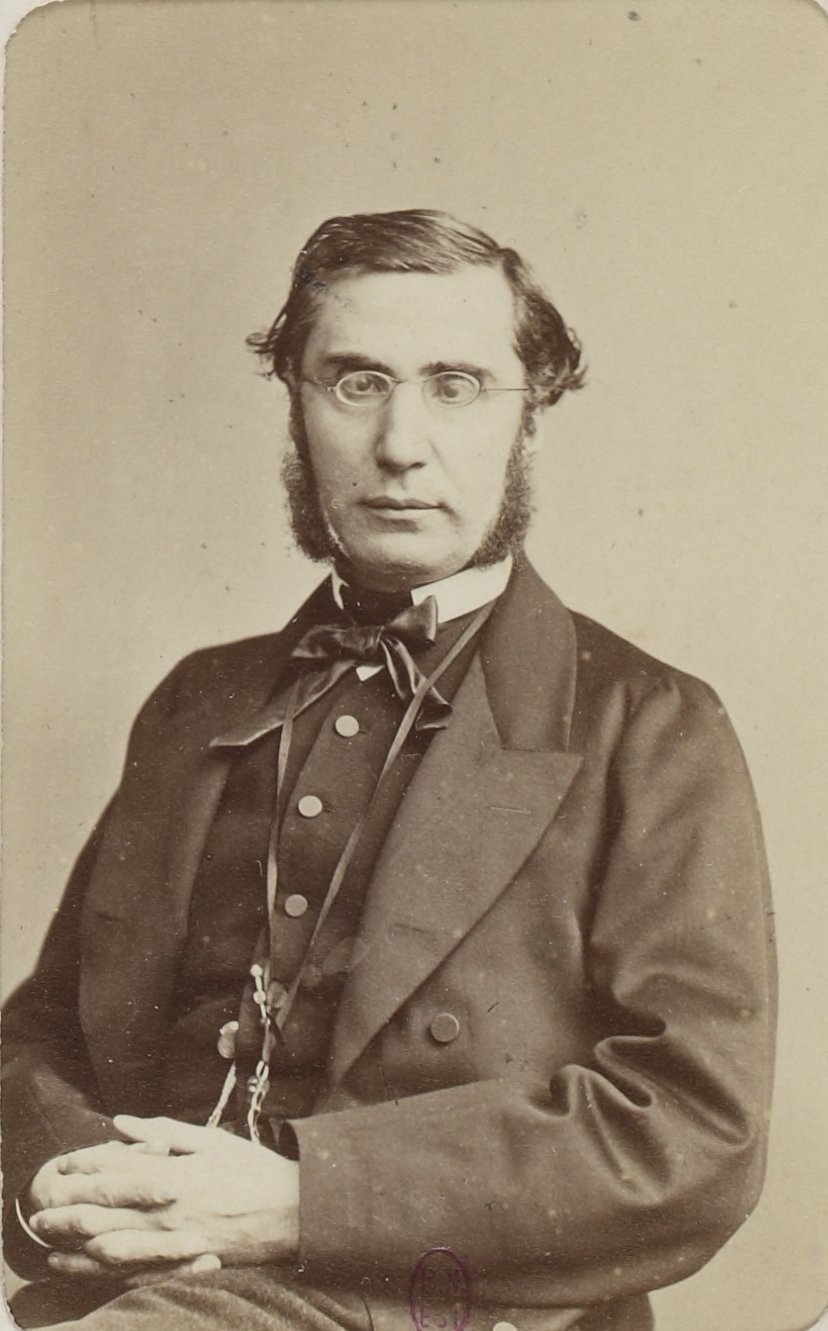
Émile Ollivier.

Les élections législatives du 24 mai et du 7 juin 1869 sont un succès pour les opposants à l'Empire. L'opposition est partagée entre républicains et royalistes. Si les candidats favorables à l’Empire l’emportent avec 4 600 000 voix, l'opposition rassemble prêt de 3 300 000 voix et la majorité dans les grandes villes. Le camp républicain reste cependant divisée entre modérés et révolutionnaires, certains considérant pouvoir modifier l'équilibre des pouvoirs en conservant le régime impérial, d'autres soutenant la nécessité d'un changement de régime. Lors de ces élections, le chef de file républicain Léon Gambetta est élu à Paris.  
Une grande disparité se manifeste ainsi de nouveau entre la ville et les campagnes. Si les grandes villes penchent vers les républicains, les campagnes où vivent 80 % de la population restent dans l'ensemble fidèles au régime. La tendance qui l'emporte réellement lors de ces élections est néanmoins celle qui se définit « indépendante dynastique » ou « conservateur libéral » et concerne des candidats qui ne sont pas hostiles à l'Empereur mais qui veulent limiter son pouvoir personnel. On y trouve notamment les centristes du Tiers Parti (125 sièges) menés par Émile Ollivier qui après avoir été opposant souhaite désormais une évolution du régime vers un parlementarisme, et une partie des orléanistes (41 sièges). Les bonapartistes dits intransigeants sont désormais minoritaires (97 sièges) alors que les royalistes ont 41 sièges et les républicains 30. Ainsi, avec 118 élus, les candidats officiels sont donc en minorité mais constituent une majorité de 216 députés (sur 292) avec les 98 bonapartistes libéraux.

### Parlementarisation progressive du régime
À la suite de ces élections, Napoléon III accepte de faire de nouvelles concessions aux libéraux tandis que « les violences républicaines inquiètent les modérés ». Par un sénatus-consulte du 8 septembre 1869, le Corps législatif reçoit l'initiative des lois et le droit d'interpellation sans restriction. Le Sénat achève sa mue pour devenir une seconde chambre législative tandis que les ministres forment un cabinet responsable devant l'Empereur. Mais le parti républicain, contrairement au pays qui réclame la réconciliation de la liberté et de l'ordre, refuse de se contenter des libertés acquises et refuse d'ailleurs tout compromis, se déclarant plus décidé que jamais à renverser l'Empire. 

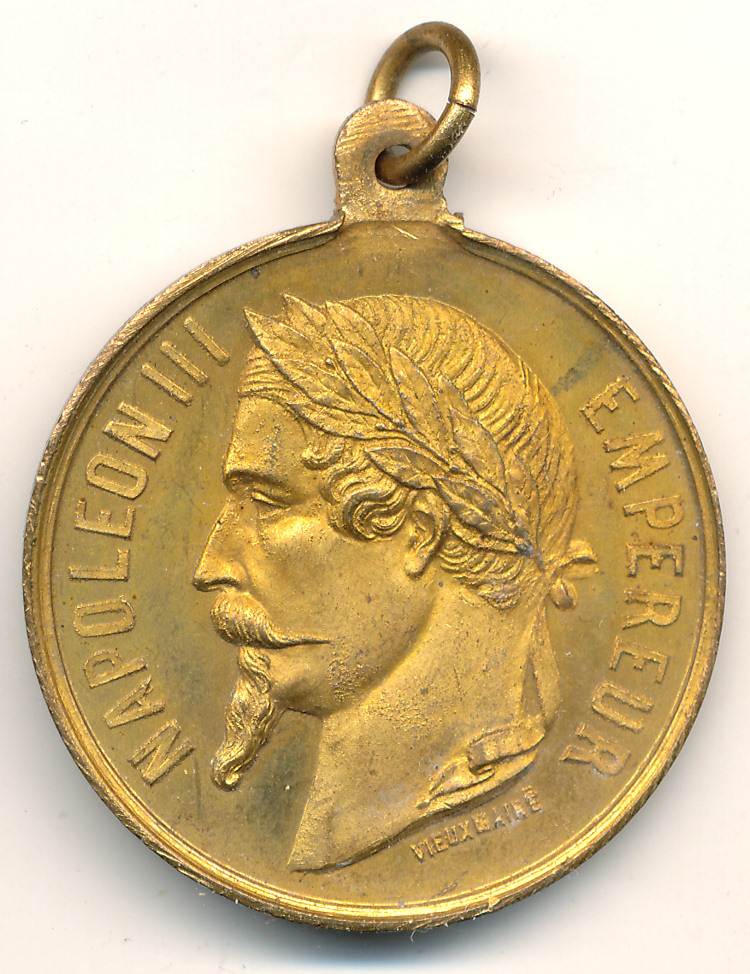
Médaille frappée à l'occasion du plébiscite du 8 mai 1870 (35 mm).

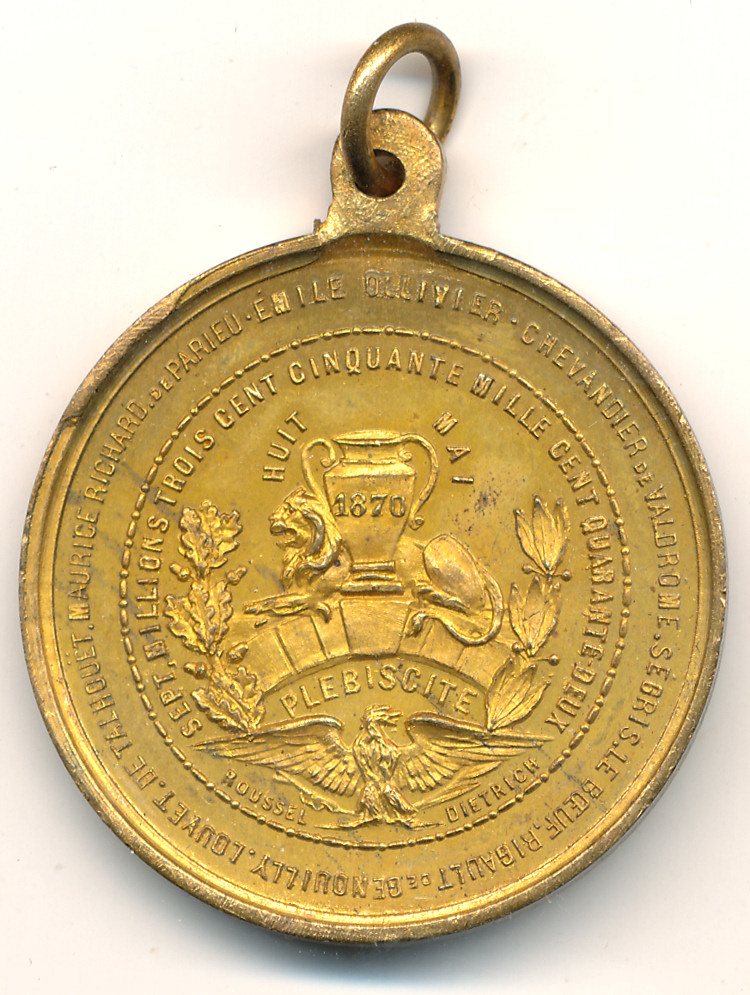
Revers de la médaille avec les noms des personnages qui l'ont soutenu : « Emile Ollivier, Eugène Chevandier de Valdrome, Ségris, Le Bœuf, Rigault de Genoully, Louvet, De Talhouet, Maurice Richard, De Parieu » et le nombre de suffrages : « Sept millions trois cent cinquante mille cent quarante deux ».

L’évolution vers le régime parlementaire paraît achevée avec la mise en place du gouvernement Ollivier en janvier 1870, et le 20 avril, par le senatus-consulte qui dispose que la responsabilité des ministres s’exerce désormais également devant le Corps législatif. Un système parlementaire bicaméral se met donc alors en place. Le Sénat perd son pouvoir constituant, la constitution ne pouvant être modifiée que par le peuple sur des suggestions de l’Empereur, d’autant plus que ce dernier est responsable devant le peuple français auquel il a droit de faire appel.

## Plébiscite

### Proposition
Sur les conseils d'Eugène Rouher, Baroche, Magne et du prince Napoléon, Napoléon III décide, avec l'accord d'Ollivier, de soumettre à plébiscite le senatus-consulte du 20 avril. La question soumise à plébiscite pour le 8 mai 1870 est : « Le peuple approuve les réformes libérales opérées par l’Empereur avec le concours des grands corps de l’État, et ratifie le senatus-consulte du 20 avril 1870 ». 

### Objectif
Il s’agit pour Napoléon III de réaffirmer son lien privilégié avec le peuple. De plus, il veut faire reconnaître que cette évolution libérale du régime impérial est le fruit de sa volonté. Au-delà d’une approbation des réformes, c’est non seulement la nature plébiscitaire qui est en jeu mais il s'agit aussi d'un enjeu dynastique, car Napoléon III veut transmettre la couronne à son fils Napoléon-Louis et ce, dès que le jeune prince aura atteint ses 18 ans. L’Empereur sollicite donc les masses conservatrices des campagnes pour stopper l’opposition républicaine et libérale. Aussi, il divise l'opposition libérale qui ne peut guère répondre par la négative à une évolution qu'elle a soutenu depuis 10 ans et il affaiblit aussi les bonapartistes autoritaires qui hésitent à donner leur aval à un texte entérinant des réformes auxquelles ils sont hostiles tout en ne souhaitant pas désavouer l'Empereur. 

### Prises de positions par les camps politiques
Les républicains se partagent entre le vote négatif et l'abstention. Ainsi Jules Ferry et Léon Gambetta préconisent le « non », en cela rejoints par Thiers, Jules Dufaure.
Une autre partie du centre gauche et tout le centre droit se prononcent néanmoins pour le « oui ». Des bonapartistes libéraux tels que Jérôme David, le baron Armand de Mackau, organisent la campagne pour le oui, campagne plébiscitaire très violente. Le gouvernement Ollivier s'implique également grandement dans la campagne. Si la victoire du oui semble ne faire aucun doute, la question se pose de l'écart entre les deux camps et de la réaction potentielle des vaincus si l'écart s'avérait faible.
La découverte de bombes artisanales et l'arrestation d'un comploteur armé pour assassiner l'Empereur permettent aux autorités d'utiliser le thème du spectre rouge.

## Résultats
| Choix                     | Votes      | %     |
| ------------------------- | ---------- | ----- |
| Pour                      | 7 350 142  | 82,68 |
| Contre                    | 1 538 825  | 17,32 |
|                           |            |       |
| Votes valides             | 8 888 967  | 98,74 |
| Votes blancs et invalides | 112 975    | 1,26  |
| Total                     | 9 001 942  | 100   |
| Abstention                | 2 002 877  | 18,20 |
| Inscrits/Participation    | 11 004 819 | 81,80 |

Le Peuple approuve les réformes libérales opérées dans la Constitution depuis 1860, par l'empereur, avec le concours des grands Corps de l'État, et ratifie le sénatus-consulte du 20 avril 1870 ? :
| Pour 7 350 142 (82,7 %) |  |  | Contre 1 538 825 (17,3 %) |
| ▲                       |  |  |                           |
| Majorité absolue        |  |  |                           |

### Analyse
Au soir du 8 mai, le « oui » l’emporte avec une large majorité de 7 350 142 suffrages (contre 1 538 825 « non ») dépassant les espérances des bonapartistes les plus optimistes. Ce résultat conforte l'Empereur le ramenant à la situation qui avait suivi les plébiscites très réussis de 1851 et 1852. L'abstention tombe de 20,5 % à 18,2 % (soit 2 002 877 abstentions). C’est par conséquent un grand succès pour l’Empire qui reprend 3 millions de suffrages par rapport aux élections de 1869. Il est plébiscité à plus de 80 % des suffrages dans la France de l'Ouest, du Centre et du Sud-Ouest ainsi que dans les départements du Nord et du Nord-Est. Ces résultats indiquent que la France catholique et légitimiste s'est dans l'ensemble ralliée en dépit des consignes du comte de Chambord alors prétendant au trône en exil. A contrario, le « non » remporte de bons scores dans le quart sud-est, notamment dans les Bouches-du-Rhône mais aussi en Gironde et dans l'est du pays : Champagne, Lorraine, Bourgogne, Franche-Comté et Alsace.Seul les départements de la Seine et les Bouches-du-Rhône ont majoritairement votés non. Les grandes villes telles que Paris, Marseille, Lyon, Bordeaux et Toulouse se sont majoritairement prononcées pour le « non ».

## Conséquences

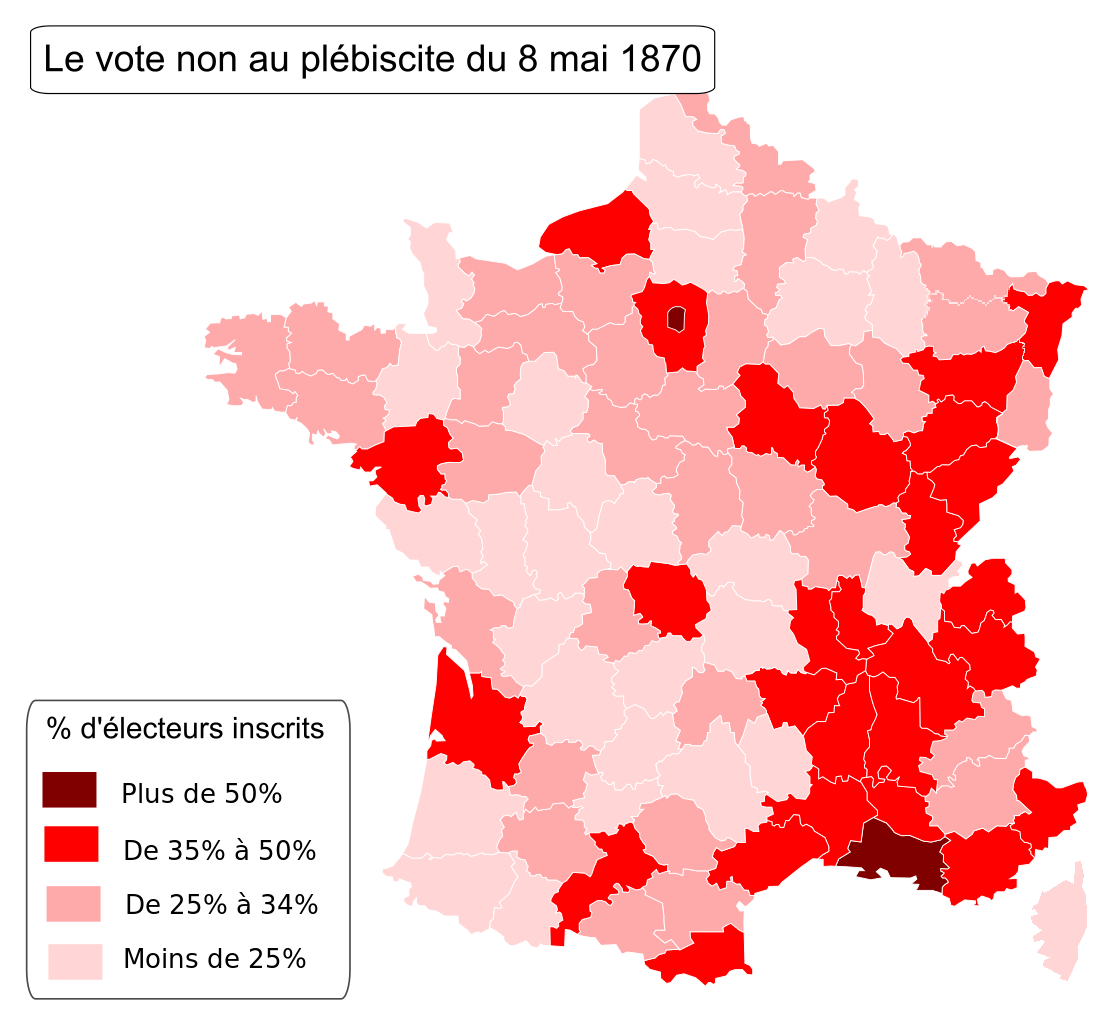
Le vote « non » au plébiscite du 8 mai 1870.
Plus de 50 % des électeurs inscrits.
De 35 à 50 %.
De 25 à 34 %.
Moins de 25 %.

Le camp républicain est très affaibli par le résultat. Gambetta constate que « l'Empire est plus fort que jamais » alors que pour Jules Favre « il n'y a plus rien à faire en politique ». Napoléon III estime que les Français ont tranché entre la révolution et l'Empiremais il ne profitera que peu de son triomphe du fait de l'aggravation de son état de santé. Peu de temps après le docteur Germain Sée prévient que l'empereur doit être de toute urgence opéré de la vessie afin de lui éviter de succomber à une crise d'urémie. Les médecins au chevet de l'empereur ne parviennent cependant pas à se mettre d'accord sur les modalités de l'opération sauf à cacher à l'empereur la gravité de sa maladie. 
Le 30 juin, Ollivier précise de son côté qu'« à aucune époque le maintien de la paix en Europe n’a été plus assuré ». Néanmoins trois semaines plus tard, le 19 juillet, la guerre est déclarée à la Prusse. La défaite militaire et la capture de l'empereur à Sedan le 1er septembre conduira à la révolution parisienne du 4 septembre suivant et à la proclamation de la république le jour même, de la même manière que les invasions de 1814 et 1815 avaient menée à la fin le Premier Empire. Cette défaite a longtemps servi de prisme à l'appréciation du règne de Napoléon III qui achève celui ci et le régime par la même. 
La France ne connaîtra pas d'autre référendum national avant 1945 et le référendum sur l'élection d'une assemblée constituante, cela s'explique en partie par la réticence des républicains à cet outil en raison du spectre bonapartiste, Napoléon premier et Napoléon III ayant été les dirigeants ayant le plus utilisés cette méthode jusqu'au général De Gaulle qui le fera revenir dans les mœurs politiques françaises après la seconde guerre mondiale malgré l'opposition de certains hommes politiques de l'époque.